# Sve je ona meni
Sve je ona meni je sedmi studijski album đakovačkog tamburaškog sastava Slavonske Lole, kojeg diskografska kuća Croatia Records objavljuje 2003. godine.

## O albumu
Album sadrži 11 skladbi koje su snimane u studiju njihovog primaša Marija Zbiljskog. Naslovnu skladbu izveli su 2002. godine (deset mjeseci prije objave albuma) na festivalu "Zlatne žice Slavonije" u Požegi. "Sve je ona meni" postala je veliki hit, a svoje obožavatelje nije našla samo u slušateljima tamburaške glazbe veći šire. Također skladba je 2003. godine po glasanju 40 radio postaja osvojila prvo mjesto na "Zlatnim žicama Slavonije" u Požegi. Pjesma "Sve je ona meni" osim u originalnoj verziji snimljena je također i u mariači verziji (El Combo) i u disko verziji (Sandi Cenov).
Album je 2006. godine za svoju tiražu dobio zlatnu nakladu.

## Popis pjesama
| Br. | Skladba                        | Autor                                         | Trajanje |
| --- | ------------------------------ | --------------------------------------------- | -------- |
| 1.  | »Kato zlato«                   | Franjo Ivić Vlado Tančik Mario Zbiljski       |          |
| 2.  | »Sve je ona meni«              | Franjo Ivić Vlado Tančik Mario Zbiljski       |          |
| 3.  | »Daj mi daj«                   | Franjo Ivić Vlado Tančik Mario Zbiljski       |          |
| 4.  | »Svatovska«                    | Dario Vidović Stjepan Knežević Mario Zbiljski |          |
| 5.  | »Bit ću ovdje još za tebe«     | Darko Ergotić Irena Maroš Mario Zbiljski      |          |
| 6.  | »Bećarska« (narodna)           |                                               |          |
| 7.  | »Aoj tajna željo moja«         | Dario Vidović Stjepan Knežević Mario Zbiljski |          |
| 8.  | »Graničari pokraj rijeke Save« | Branko Perković Mario Zbiljski                |          |
| 9.  | »Di se skrila Slavonija«       | Krešimir Bogutovac Stipa/Mario Zbiljski       |          |
| 10. | »Svirac bećarina«              | Krunoslav Slabinac Kićo/Josip Benčić          |          |
| 11. | »Drmeš« (narodna)              |                                               |          |

## Izvođači
- Darko Ergotić - vokal, basprim I
- Mario Zbiljski - prim
- Goran Živković - tamburaški bas
- Marko Živković - kontra
- Saša Ivić Krofna - basprim II

## Vanjske poveznice
- Službene stranice sastava  Arhivirana inačica izvorne stranice od 18. veljače 2010. (Wayback Machine) - Diskografija
- Diskografija.com - Sve je ona meni